# Ljuboslav
Ljuboslav je moško osebno ime.

## Izvor imena
Ime Ljuboslav je izpeljano iz imena Ljubo.

## Pogostost imena
Po podatkih Statističnega urada Republike Slovenije je bilo na dan 31. decembra 2007 v Sloveniji število moških oseb z imenom Ljuboslav: 16.

## Osebni praznik
V koledarju je ime Ljuboslav skupaj z imenom Ljubo.